# Nickoline Skifter Andersen
Nickoline Skifter Andersen (født 1998) er en dansk atlet som er tidligere medlem af AK Delta Slagelse, men nu medlem af Sparta atletik og løb
Nickoline Skifter Andersen vandt som 14-årig bronze ved DM på 200 meter-inde 2012, hun blev dermed en af de yngste medaljetagere ved DM i atletik nogensinde.
Nickoline Skifter Andersens far Michael Skifter Andersen var flere gange dansk mester i længdespring.

## Danske mesterskaber
- Bronze 2012 200 meter-inde 26,89 sek
- Sølv 2017 Syvkamp 4.662 point
- Bronze 2019 Syvkamp 4.792 point
- Guld 2020 Femkamp - inde 3.689 point
- Bronze 2020 Kuglestød-inde 13,01 m